# Traité de Péronne (1468)
Pour les articles homonymes, voir Traité de Péronne.
Traité d'Ancenis (1468) Traité du Crotoy (1471)
Le traité de Péronne du 14 octobre 1468 est un traité conclu entre le roi de France Louis XI et le duc de Bourgogne Charles le Téméraire.
Ce traité est conclu l'année suivant l'avènement de Charles, trois mois après son mariage avec la princesse anglaise Marguerite d'York en juillet 1468. Louis XI cherche en effet à se garantir contre une reprise de la guerre de la ligue du Bien public (1463-1465) et contre une éventuelle intervention anglaise en France.
Les pourparlers ont lieu à partir du 10 octobre au château de Péronne en Vermandois, ville tenue par le duc de Bourgogne. Ils sont perturbés par l'annonce le 12 octobre d'une révolte des Liégeois contre Charles, qui, accusant Louis XI de soutenir cette révolte, le place en situation de captivité.
Louis XI n'est libéré qu'après avoir signé un traité dont les clauses sont très favorables à Charles le Téméraire et avoir assisté le duc dans la répression de Liège.

## Contexte historique
Louis XI succède à Charles VII en 1461.

### La puissance des ducs de Bourgogne
Les ducs de Bourgogne, Philippe le Bon (1396-1467), puis son fils Charles le Téméraire (1433-1477), issus d'une branche cadette de la maison de Valois, donc cousins des rois de France, sont à cette époque à la tête d'un puissant ensemble politique, incluant, en plus du duché de Bourgogne (Dijon), le comté de Bourgogne (Dole), le comté de Charolais, le comté de Nevers, le comté de Flandre (Gand), le comté d'Artois (Arras), le comté de Hainaut (Mons), le comté de Namur, le duché de Brabant (Bruxelles), le duché de Luxembourg, le comté de Hollande, le comté de Zélande et la seigneurie de Frise, territoires dont une partie se trouve dans le royaume de France et l'autre dans l'Empire.
Ces territoires sont répartis entre deux ensembles : les « Pays de par deçà » (les Pays-Bas bourguignons) et les « Pays de par delà » (les fiefs de Bourgogne, le Charolais, le Nivernais).

### La guerre de la ligue du Bien public (1463-1465)
En 1435 (traité d'Arras), Philippe le Bon a fait la paix avec Charles VII et cessé de soutenir les Anglais jusqu'à la fin de la guerre de Cent Ans (1453). Mais à la fin du règne de Philippe, un conflit a surgi entre Louis XI et le prince héritier de Bourgogne à propos de l'application d'une clause du traité d'Arras concernant les villes de la Somme, parmi lesquelles Péronne. Ce conflit a abouti à la guerre de la ligue du Bien public (1463-1465), qui s'est terminé par la défaite de Louis obligé de signer le traité de Conflans.

### Motivations des protagonistes
Après l'avènement de Charles le Téméraire, Louis XI veut éviter toute reprise de ce conflit, d'autant plus qu'en juillet 1468, le duc de Bourgogne épouse en troisièmes noces la sœur du roi d'Angleterre Édouard IV (1442-1483), Marguerite d'York (1446-1503).
Il est donc demandeur de négociations. Charles de son côté souhaite obtenir la confirmation de la possession des villes de la Somme, mais aussi une juridiction souveraine sur ses fiefs français.

## L'entrevue de Péronne et les négociations

### Le voyage de Louis XI à Péronne
Louis XI tient à négocier directement avec le duc de Bourgogne. Après avoir hésité, le duc accepte cette entrevue et rédige un sauf-conduit pour le roi, qui se met immédiatement en route pour Péronne où est installé Charles et où se trouve une garnison bourguignonne. Il arrive avec une escorte de moins de cent hommes le 9 octobre 1468.
Le roi est accompagné du duc Jean II de Bourbon et du frère de celui-ci, Charles, archevêque de Lyon, de Louis de Luxembourg connétable de Saint-Pol, de Jean de la Balue et de Tanguy du Chastel.
Ils s'installent dans le château de Péronne.

### Les négociations et la crise liégeoise

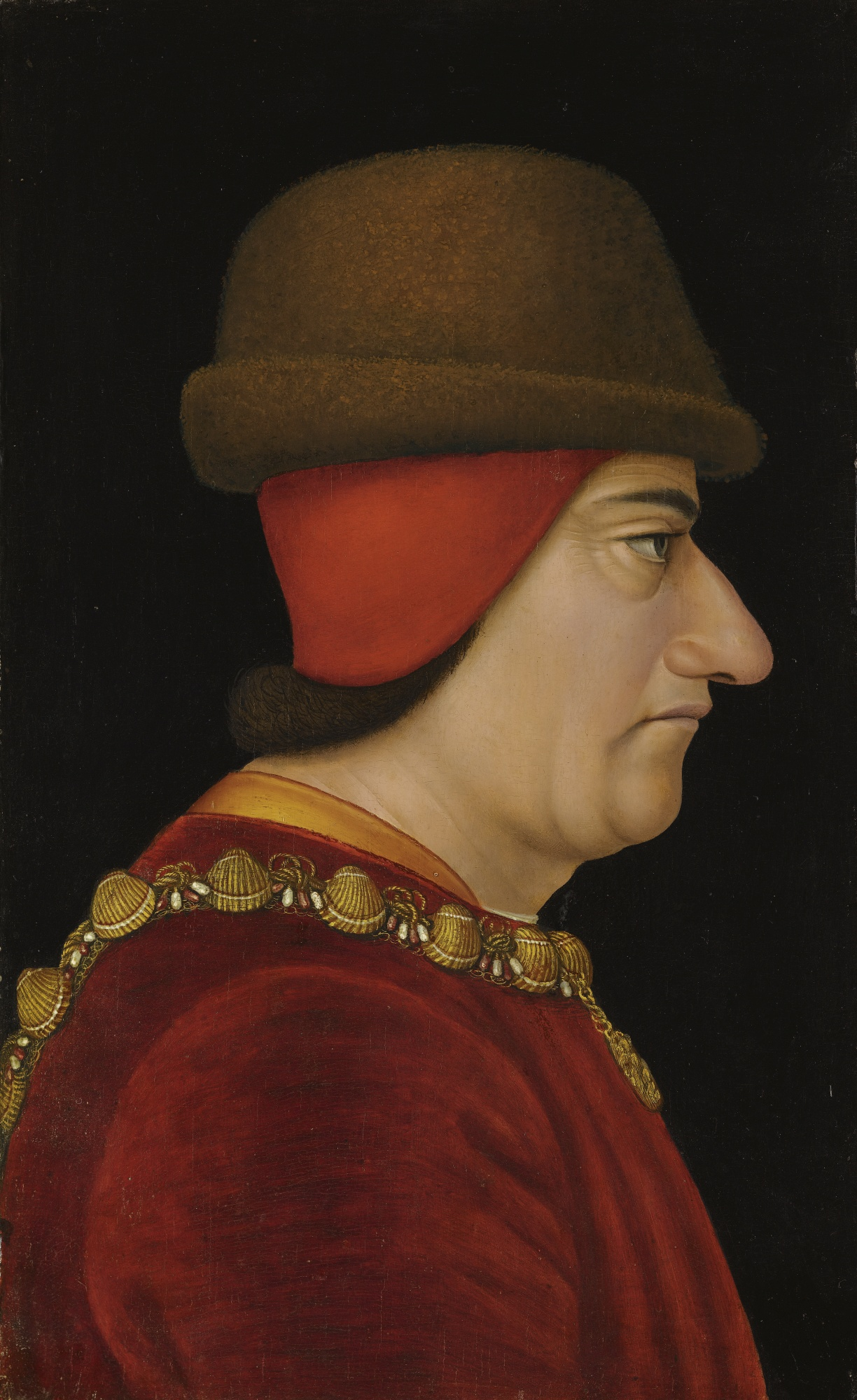
Louis XI. Portrait anonyme (XVe siècle).

Louis demande la rupture de l'alliance anglo-bourguignonne, Charles la fin de sa vassalité envers le roi. Il souhaite aussi que Louis attribue le comté de Champagne en apanage à Charles de France, frère du roi, mais allié avec le duc ; la Champagne (augmentée de la Brie) établirait en effet une voie de communication sûre entre les deux ensembles de territoires bourguignons.
Le 12 octobre, Louis et Charles sont proches d'un accord lorsque le duc apprend qu'une révolte vient d'éclater à Liège, encouragée par des agents du roi de France ; les révoltés auraient tué le gouverneur bourguignon Humbercourt et le prince-évêque de Liège (il apparut, plus tard, que les deux hommes ont bien été capturés, mais que le prince-évêque est parvenu à s'évader lors de son transfert de Tongres à Liège et que le gouverneur a retrouvé la liberté quelques jours plus tard ; les Liégeois ont cependant assassiné le chancelier du gouverneur.
Pris de colère devant ce qu'il interprète comme de la duplicité, le duc de Bourgogne fait fermer les portes du château et de la ville, puis doubler la garde. Louis XI se retrouve de fait en situation de captivité, malgré la courtoisie qui reste de mise.

### Un traité conclu par Louis XI sous contrainte
Deux jours se passent ainsi. Le roi pense que sa vie est en danger et, pour apaiser le duc, lui fait dire qu'il est prêt à l'accompagner dans une expédition punitive contre Liège. Cela ne suffit pas à calmer la colère du duc de Bourgogne.
En secret, Philippe de Commynes, alors proche du Téméraire, conseille instamment à Louis XI d'acquiescer au projet de traité léonin proposé par le duc ; sinon, dit-il, il se mettrait « dans le plus grand danger possible ».
Le matin du 14 octobre 1468, après un entretien orageux entre les deux monarques, Louis et Charles jurent le traité de paix sur la « croix de la victoire » de Charlemagne.
Le lendemain, ils partent ensemble pour Liège mater la rébellion. La participation du roi de France à cette expédition est pour lui une humiliation puisque, ce faisant, il cautionne le duc de Bourgogne dans son action.
Le traité de Péronne fait l'objet de 42 lettres patentes du roi, dont la rédaction est supervisée par Charles au cours du mois de décembre 1468 à Bruxelles.

## Clauses principales du traité

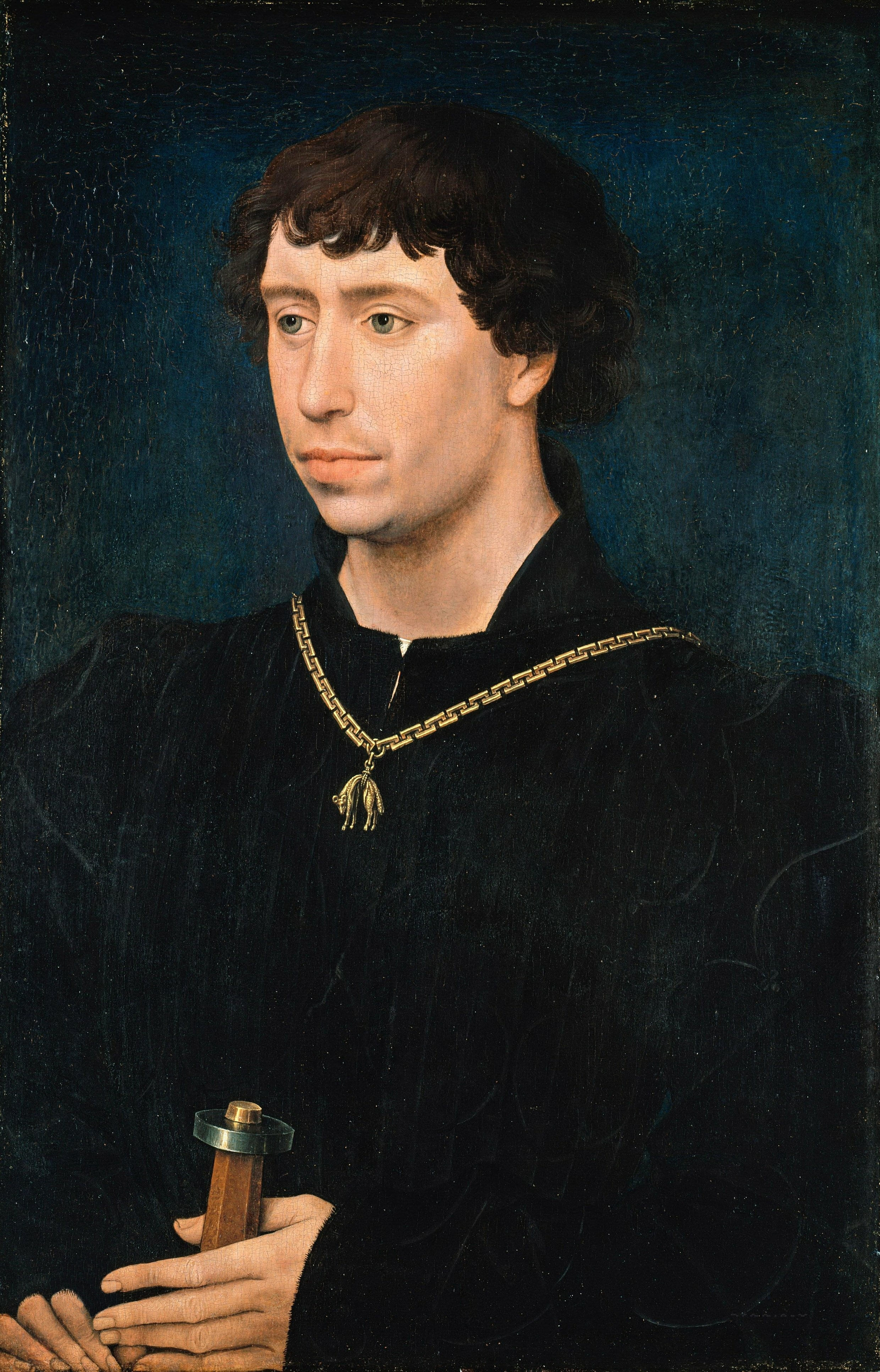
Charles le Téméraire portant le collier de l'ordre de la Toison d'or par Rogier van der Weyden, vers 1462. Huile sur bois, Gemäldegalerie, Berlin.

Le traité de Péronne et ses actes annexes confirment le traité d'Arras de 1435 et le traité de Conflans de 1465 avec par quelques avantages territoriaux pour le duc de Bourgogne. Il confirme notamment la « ligne de la Somme » comme frontière entre la France et les Pays-Bas bourguignons.
Le duc obtient de plus :
- le droit de nommer les élus d'Amiens[7], le détachement des quatre « lois de Flandre » du ressort du Parlement de Paris[8] ;
- l'abandon du droit d'appel de ce Parlement sur le Mâconnais[7], etc.[pas clair]
- l’exemption pour tous les serviteurs ducaux de tout service personnel pour la défense du royaume de France[9].

Ces clauses correspondent à la volonté de Charles de faire de ses possessions un État souverain, dans lequel il serait seul maître de la justice.
La Champagne et la Brie sont données en apanage à Charles de France, frère du roi.
Le traité comporte enfin une clause de non-respect d'importance capitale pour Charles : « Si le roi à l'avenir viole les traités d'Arras, de Conflans ou Péronne, empêche leur application ou renie ses promesses, alors il reconnaît le duc de Bourgogne, ses successeurs et tous ses sujets dans tous ses territoires ou royaume, affranchis et indépendants de la couronne. »
De son côté, Louis XI obtient certes la paix qu'il était venu chercher, mais tout en promettant de respecter l'alliance anglo-bourguignonne tant que celle-ci ne se montrait pas agressive[pas clair].

## Suites et conséquences
Après l'intervention à Liège, qui se termine le 3 novembre 1468, Louis XI rentre dans son royaume, « comme un renard crotté parvenu à s'échapper du repaire du loup ».
Charles le Téméraire atteint alors l'apogée de sa puissance. Mais il a humilié le roi de France et l'a même tenu prisonnier, alors qu'il en est le vassal pour une partie de ses fiefs, ce qui en droit féodal est très grave. Les deux cousins sont devenus d'irréductibles ennemis et Louis XI est décidé à ne pas respecter le traité.
Dans un premier temps, le traité est pourtant enregistré par le parlement de Paris.

### Annulation du traité par Louis XI
Mais le 3 décembre 1470, après trois réunions de son conseil composé des plus puissants seigneurs du royaume, de prélats, de chefs militaires..., Louis XI, par la Déclaration d'Amboise, expose les fautes du duc de Bourgogne envers le royaume : l’agression contre la France par l’attaque du littoral normand, puis l’alliance de Charles, interdite par traité, avec l’Angleterre etc. La déclaration prononce en conséquence, après l'avis unanime du conseil, la caducité des traités liant le roi de France, le roi de Sicile, le duc de Guyenne, frère du roi, et le duc de Bretagne au Téméraire. Le traité de Péronne est donc annulé.

### La riposte militaire de Charles le Téméraire
Cette décision provoque l'ire du duc de Bourgogne qui lance une offensive-éclair en Picardie et dans le Mâconnais dès janvier 1471. En réaction, les troupes royales envahissent la Picardie et occupent Amiens en janvier 1471.
En novembre 1471, Charles le Téméraire se déclare affranchi de la suzeraineté du roi de France, conformément à la clause de non-respect présente dans le traité de Péronne.
En juin 1472, pour répondre à une demande d'aide du duc de Bretagne, à la frontière de laquelle Louis XI vient d'envoyer des troupes, Charles le Téméraire rompt la trêve, envahit la Picardie. Les troupes bourguignonnes massacrent la population de Nesle et ravagent le Santerre, puis font le siège de Beauvais, vaillamment défendu par ses habitants, dont Jeanne Hachette. Les Bourguignons ravagent ensuite le Vimeu et le pays de Caux, mais sans appui, Charles le Téméraire se retire dans ses terres et se résout à signer une nouvelle trêve avec Louis XI, le 3 novembre 1472.

### La mort de Charles le Téméraire
Puis il s'engage dans un tout autre projet : la conquête de la Lorraine, trouvant face à lui le duc de Lorraine, mais aussi les cantons suisses. Cette opération l'amène à l'échec et à la mort près de Nancy en février 1477. Louis XI lance alors une offensive qui lui permet de récupérer le duché de Bourgogne et la Picardie (dont le comté de Boulogne et les villes de la Somme.
Mais le conflit franco-bourguignon se prolonge ensuite, désormais avec la maison de Habsbourg, qui, après le mariage de Maximilien d'Autriche avec la fille du Téméraire, Marie de Bourgogne (avril 1477), a pris en charge les possessions de la maison de Bourgogne.

## L'entrevue de Péronne dans la littérature
- Victor Hugo, Notre-Dame de Paris évoque les personnages importants.
- Walter Scott, Quentin Durward suit le parcours d'un archer écossais du roi de France.
- Alfred Neumann, Le Diable, vie romancée d'Olivier Le Dain ou Le Mauvais, confident de Louis XI.